# 对苯二甲醛
对苯二甲醛是一种有机化合物，化学式为C8H6O2。

## 合成
对苯二甲醛可由对苯二甲醇的催化氧化反应制得。
对苯二甲酸在叔戊酸酐存在下、钯配合物催化下氢化，可以得到对苯二甲醛；它也可由对苯二甲腈经三(二烷基氨基)氢化钠还原得到。
2,5-二羟基-1,4-苯二甲醛在二氯甲烷中和三溴化硼反应，也能得到对苯二甲醛。

## 反应
对苯二甲醛具有醛的通性，如可以和胺缩合，形成C=N-C键，并可进一步被硼氢化钠还原为仲胺（C-NH-C）。它可以发生亨利反应，如和硝基甲烷反应，生成α,α'-二(硝基甲基)对苯二甲醇。它和氰乙酸乙酯发生Knoevenagel缩合反应，生成3,3'-(1,4-苯二基)二(2-氰基-2-丙烯酸乙酯)。
除了氰乙酸乙酯外，它和丙二腈、丙二酸二乙酯、巴比妥酸等活泼亚甲基化合物的反应也是已知的。在溴化氰和乙醇钠存在下，它和丙二腈反应，生成1,4-二(2,2,3,3-四氰基环丙基)苯。
在三乙胺催化下，它可以和亚磷酸二甲酯反应，得到(1,4-苯二基)二(羟甲基膦酸二甲酯)。